# Róna Klára
Róna Klára, férjezett Klie Zoltánné (Pécs, 1897. március 28. – Budapest, 1987. május 28.) magyar festőművész. Róna Emmy grafikus, illusztrátor nővére. Klie Zoltán festőművész felesége. Lánya Klie Anna Mária (1931–2013) festőművész.

## Élete
Róna Béla (1871–1928) író, újságíró, kritikus és Rosenfeld Bianka (Betti) lánya. 1915 és 1918 között a Magyar Képzőművészeti Főiskolán folytatta tanulmányait, ahol mesterei Deák-Ébner Lajos és Rudnay Gyula voltak. Ezt követően a párizsi Julian Akadémián tanult, melyet 1926-ban fejezett be. 1927-ig Párizsban maradt és később is több tanulmányutat tett Nyugat-Európába. 1926-ban házasságot kötött Klie Zoltán festővel. 1927-ben Magyarországon telepedett le. Elsősorban portréfestő volt, a Párizsi Iskola dekorativitása hatott rá, illetve meghatározó volt az egyetemi évei alatt tapasztalt élményvilág, amely a posztimpresszionizmushoz kötődött. Kedvelt technikája volt a pasztell. Kora ismert művészegyéniségeit is megörökítette (Bartók Béla, Gadányi Jenő, Kassák Lajos, Márkus Emília).
Az Új Művészek Egyesületének (UME) és a Képzőművészek Új Társaságának (KÚT) tagja volt.

## Kiállításai

### Egyéni kiállításai
- 1925 – Galerie Zodiaque, Párizs (Róna Emmyvel)
- 1937 – Nemzeti Szalon, Budapest (Feszty Masával, Kemény Lászlóval, Róna Emmyvel, Rozsda Endrével)
- 1987 – Pápa Galéria (Klie Zoltánnal)
- 1990 – Művészetek Háza, Szekszárd (Klie Zoltánnal) és Vigadó Galéria, Budapest
- 1993 – Csók Galéria, Budapest (Klie Zoltánnal)

### Válogatott csoportos kiállításai
- UME kiállításain, Nemzeti Szalon, Budapest
- 1922, 1923, 1943 – Műcsarnok, Budapest
- 1922, 1929 – Tavaszi Tárlat, Nemzeti Szalon, Budapest
- 1926 – KUT, Ernst Múzeum, Budapest
- 1930 – Arckép kiállítás, Nemzeti Szalon, Budapest
- 1930 – Tamás Galéria, Budapest
- 1937 – Magyar Arcképfestők Tárlat, Nemzeti Szalon, Budapest
- 1938 – Magyar képzőművésznők kiállítása, London
- 1940 – Magyarország a képzőművészetben, II., Nemzeti Szalon, Budapest
- 1960 – Képzőművésznők nemzetközi kiállítása, Műcsarnok, Budapest